# Anthrasimias
 Anthrasimias  ist eine ausgestorbene Gattung der Primaten, die vor rund 53 Millionen Jahren in Asien vorkam. Die Gattung und ihre Typusart, Anthrasimias gujaratensis, wurden im Jahr 2008 anhand eines einzigen, isoliert geborgenen großen Backenzahns (Molar M1) aus einem linken Oberkiefer gegen andere Arten abgegrenzt und wissenschaftlich beschrieben.

## Namensgebung
Die Bezeichnung der Gattung ist abgeleitet von dem griechischen Wort „ἄνθραξ“, altgriechisch gesprochen ánthrax, „Kohle“ sowie vom lateinischen Wort simia, „Affe“ und verweist laut Erstbeschreibung auf die Fundstelle in einer Braunkohlegrube. Das Epitheton der Typusart, gujaratensis, ist abgeleitet von der Lage der Kohlegrube im indischen Bundesstaat Gujarat. Die Bezeichnung der Art Anthrasimias gujaratensis bedeutet demnach sinngemäß „Kohlen-Affe aus Gujarat“.

## Erstbeschreibung
Der Erstbeschreibung von Gattung und Typusart im Jahr 2008 liegt als Holotypus ein isoliert gefundener, linker Oberkiefer-Molar zugrunde, der in der Vastan-Braunkohlegrube im Distrikt Surat von Gujarat zutage trat (Sammlungsnummer IITR/SB/VLM 1137). Als Paratypen wurden drei weitere Fossilien vom gleichen Fundort beigegeben: ein linker Oberkiefer-Molar M2, ein rechter Unterkiefer-Molar M3 sowie ein rechter Oberkiefer-Milchzahn (Prämolar P4).
Anhand der Merkmale der Zahnkronen wurde die Gattung Anthrasimias insbesondere von Eosimias, Phenacopithecus, Bahinia und Phileosimias unterschieden, wobei die größte verwandtschaftliche Nähe zu Phileosimias zu bestehen scheint. Aus der sehr geringen Größe der Zähne wurde abgeleitet, dass die Individuen der Gattung zu Lebzeiten allenfalls 75 Gramm gewogen haben, was bedeutet, dass sie kleinwüchsiger waren als alle heute lebenden Primaten mit Ausnahme der Mausmakis und Zwerggalagos. Aus der Gestalt der Zähne wurde ferner abgeleitet, dass die Individuen von Anthrasimias, ähnlich wie die heute lebenden Mausmakis, sich überwiegend von Früchten und Insekten ernährt haben.
Das Alter dieser Fossilien, ca. 53 Millionen Jahre, übertrifft dasjenige aller anderen Gattungen der ausgestorbenen Familie Eosimiidae um mehrere Millionen Jahre; der nächstältesten Gattung, Eosimias, wurde ein Alter von ungefähr 45 Millionen Jahren zugeschrieben. Sollte die Zuordnung der Familie zu den „Echten Affen“ (Anthropoidea) Bestand haben, wäre Anthrasimias gujaratensis ein Kandidat für den ursprünglichsten Vertreter dieser Verwandtschaftsgruppe.
Es wurde jedoch auch eingewandt, dass die 2008 Anthrasimias zugeordneten Zähne möglicherweise zur einige Jahre zuvor beschriebenen Gattung Marcgodinotius gehören könnten.

## Belege
1. ↑  Sunil Bajpai et al.: The oldest Asian record of Anthropoidea. In: PNAS. Band 105, Nr. 32, 2008, S. 11093–11098, doi:10.1073/pnas.0804159105.
2. ↑  Kenneth D. Rose et al.: Early Eocene Primates from Gujarat, India. In: Journal of Human Evolution. Band 56, Nr. 4, 2009, S. 366–404, doi:10.1016/j.jhevol.2009.01.008.